# Cantó de Garges-lès-Gonesse
El cantó de Garges-lès-Gonesse és un cantó francès del departament de la Val-d'Oise, situat al districte de Sarcelles. Creat amb la reorganització cantonal del 2015.

## Municipis
- Arnouville
- Garges-lès-Gonesse